# Kelly McCrimmon
Kelly McCrimmon (* 13. Oktober 1960 in Plenty, Saskatchewan) ist ein ehemaliger kanadischer Eishockeyspieler, -trainer sowie derzeitiger -funktionär. Seit Mai 2019 fungiert er als General Manager der Vegas Golden Knights aus der National Hockey League (NHL). Mit dem Team gewann er in den Playoffs 2023 den Stanley Cup.

## Karriere
Kelly McCrimmon spielte in seiner Jugend als rechter Flügelstürmer für die Brandon Wheat Kings in der Western Hockey League (WHL) sowie anschließend vier Jahre für die Wolverines der University of Michigan. Da ihm der Sprung in den Profibereich jedoch verwehrt blieb, kehrte er zur Saison 1985/86 ins kanadische Junioreneishockey zurück und übernahm in der Saskatchewan Junior Hockey League die Funktionen des General Managers und Cheftrainers bei den North Battleford North Stars. Nach einem weiteren Jahr in gleicher Personalunion bei den  Lloydminster Lancers wurde er zur Spielzeit 1988/89 zu den Brandon Wheat Kings zurückgeholt, bei denen er ein Jahr als Assistenztrainer fungierte und anschließend erneut die Position des General Managers übernahm.
Als „GM“ leitete McCrimmon die Geschicke der Wheat Kings über 25 Jahre lang, bei denen er zudem ab 1992/93 eine Minderheitsbeteiligung erworben hatte und ab 2000/01 als Haupteigentümer des Franchise fungierte. In dieser Zeit gewann das Team zweimal die WHL-Playoffs um den Ed Chynoweth Cup (1996 & 2016). Nach dem zweiten Erfolg wurde der Kanadier als Assistent von General Manager George McPhee bei den neu gegründeten Vegas Golden Knights aus der National Hockey League (NHL) vorgestellt. Nach der zweiten NHL-Saison des Teams beerbte er McPhee, der der Organisation als President of Hockey Operations erhalten blieb. In seiner Funktion als „GM“ übersah er anschließend auch den Aufbau des neuen Farmteams der Golden Knights, der Henderson Silver Knights.
Mit den Golden Knights gewann er in den Playoffs 2023 den Stanley Cup.

## Familie
Sein Bruder Brad McCrimmon bestritt über 1000 Spiele in der NHL, war später ebenfalls als Trainer aktiv und verstarb im Jahre 2011 beim Flugzeugabsturz von Jaroslawl.